# Ганнафорд (Північна Дакота)
Ганнафорд (англ. Hannaford) — місто (англ. city) в США, в окрузі Гріггс штату Північна Дакота. Населення — 126 осіб (2020).

## Географія
Ганнафорд розташований за координатами 47°18′51″ пн. ш. 98°11′20″ зх. д. / 47.31417° пн. ш. 98.18889° зх. д. (47.314181, -98.188941).  За даними Бюро перепису населення США в 2010 році місто мало площу 0,57 км², уся площа — суходіл.

## Демографія
Згідно з переписом 2010 року, у місті мешкала 131 особа в 65 домогосподарствах у складі 35 родин. Густота населення становила 231 особа/км².  Було 79 помешкань (139/км²).
Расовий склад населення:
| - 97,7 % — білих - 2,3 % — корінних американців |

До двох чи більше рас належало 0,0 %. Частка іспаномовних становила 0,0 % від усіх жителів.
За віковим діапазоном населення розподілялося таким чином: 16,8 % — особи молодші 18 років, 55,0 % — особи у віці 18—64 років, 28,2 % — особи у віці 65 років та старші. Медіана віку мешканця становила 51,9 року. На 100 осіб жіночої статі у місті припадало 118,3 чоловіків;  на 100 жінок у віці від 18 років та старших — 118,0 чоловіків також старших 18 років.
Середній дохід на одне домашнє господарство  становив 56 152 долари США (медіана — 38 438), а середній дохід на одну сім'ю — 74 139 доларів (медіана — 68 750). За межею бідності перебувало 11,3 % осіб, у тому числі 0,0 % дітей у віці до 18 років та 19,6 % осіб у віці 65 років та старших.
Цивільне працевлаштоване населення становило 56 осіб. Основні галузі зайнятості: науковці, спеціалісти, менеджери — 30,4 %, сільське господарство, лісництво, риболовля — 19,6 %, мистецтво, розваги та відпочинок — 8,9 %, освіта, охорона здоров'я та соціальна допомога — 8,9 %.